# Henckelia peduncularis
Henckelia peduncularis là một loài thực vật có hoa trong họ Tai voi (Gesneriaceae). Loài này có ở miền bắc Myanmar; được Brian Laurence Burtt mô tả khoa học đầu tiên năm 1965 dưới danh pháp Chirita peduncularis. Năm 2011, D.J.Middleton & Mich.Möller chuyển nó sang chi Henckelia.